# Мугер Кемент (футбольный клуб)
Мугер Кемент (амх. ሙገር ሲሚንቶ) — профессиональный эфиопский футбольный клуб, базирующийся в Вонджи. Они являются членом национальной лиги Федерации футбола Эфиопии.

## История
Мугер Кемент играл в эфиопской премьер-лиге, пока не был исключен из нее после сезона 2014-15.

## Стадион
Домашней ареной клуба является стадион - Wonji Stadium.

## Награды

### Национальный
- Кубок Эфиопии: (1 раз) - 1994 .

## Знаменитые игроки игравшие за клуб
- Абель Мамо
- Нигуссие Андуалем